# Okręg Bucheggberg
Bucheggberg (niem. Bezirk Bucheggberg) – okręg w Szwajcarii, w kantonie Solura, w jednostce administracyjnej (Amtei) Bucheggberg-Wasseramt. Siedziba okręgu znajduje się w miejscowości Buchegg.  
Okręg składa się z siedmiu gmin (Gemeinde) o powierzchni 62,68 km² i o liczbie mieszkańców 8092.

## Gminy
1. Biezwil
2. Buchegg
3. Lüsslingen-Nennigkofen
4. Lüterkofen-Ichertswil
5. Messen
6. Schnottwil
7. Unterramsern

## Zmiany administracyjne
- 1 stycznia 2010
  - przyłączenie gmin Balm bei Messen, Brunnenthal i Oberramsern do gminy Messen
- 1 stycznia 2013
  - utworzenie gminy Lüsslingen-Nennigkofen z gmin Lüsslingen i Nennigkofen
- 1 stycznia 2014
  - utworzenie gminy Buchegg z gmin Aetigkofen, Aetingen, Bibern, Brügglen, Gossliwil, Hessigkofen, Küttigkofen, Kyburg-Buchegg, Mühledorf i Tscheppach
- 1 stycznia 2024
  - przyłączenie gminy Lüterswil-Gächliwil do gminy Buchegg